# Take Care of Us, Captain
Take Care of Us, Captain (en hangul, 부탁해요 캡틴), conocida también en español como Cuida de nosotros, capitán, es una serie de televisión de Corea del Sur emitida originalmente en 2012 y protagonizada por Koo Hye Sun y Ji Jin-hee.
Fue emitida en su país de origen por Seoul Broadcasting System desde el 4 de enero hasta el 8 de marzo de 2012, con una longitud de 20 episodios al aire las noches de los días miércoles y jueves a las 21:55 (KST). Cuenta la historia de una apasionada mujer copiloto de un Boeing 747 de la ficticia aerolínea "Air Wings" (윙스에어).

## Reparto

### Principal

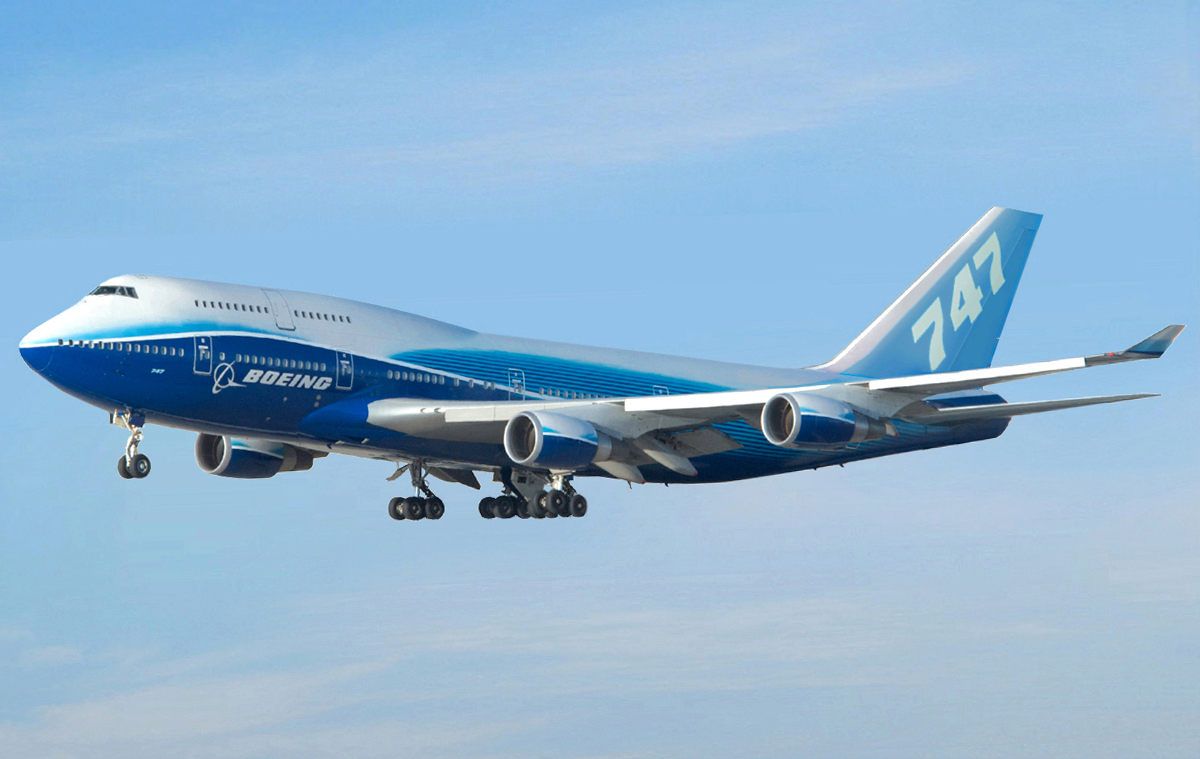
Modelo de avión Boeing 747 utilizado en la serie.

- Koo Hye Sun como Han Da Jin.
- Ji Jin-hee como Sung Yoon Kim.
- Lee Chun Hee como Kang Dong Soo.
- Yoo Sun como Choi Ji Won.
- Clara como Hong Mi Joo.

### Secundario
Relacionados con Da Jin
- Kim Chang Wan como Han Gyu Pil.
- Lee Hwi Hyang como Yang Mi Hye.
- Kal So Won como Han Da Yeon.
- Lee Ah Hyun como Yang Mal Ja.

Relacionados con Dong Soo
- Jo Hyung Ki como Kang Pal Bong.

Relacionados con Mi Joo
- Choi Il Hwa como Hong In Tae.
- Seo In Seok como Hong Myung Jin.

Air Wings
- Lim Sung Eon como Jang Min Ah.
- Joo Sung Min como Heo Jae Soo.
- Ha Joo Hee como Lee Joom Ri.
- Park Jae Rang como Jo Wan Joon.
- Yoon Jung como Choi Min Sook.
- Sean Richard como James.
- Park Sung Ho como Yang Hae Sung.

Apariciones especiales
- Son Hyun-joo como Jang Dae-young.
- Chun Young-min como "Estudiante marginado".
- Ahn Suk Hwan como Lee Dong Chan.
- Ahn Jae Mo como Lee Jong Soo.
- Seo Seung Hyun como Lee Bok Son.
- Ji Hyun Soo como Asesino.
- Jung Gyu-woon como Top Star.[4]
- Ha Seung Ri como Acosador.
- Jung Ae-youn como Manager Jung Soo Yun.
- Wo Woo Jung como Jung Son Ae.
- Ryo Sang Wook como Choi Jong Il
- Kwon Na Ra como Empleada del aeropuerto.
- Lee Yoo Yung Empleada del aeropuerto.

## Recepción

### Audiencia
En Azul la audiencia más baja y en rojo la más alta, correspondientes a las empresas medidoras TNms y AGB Nielsen.
| Ep. #    | Fecha de emisión      | Share        | Share        | Share       | Share       |
| Ep. #    | Fecha de emisión      | TNmS Ratings | TNmS Ratings | AGB Nielsen | AGB Nielsen |
| Ep. #    | Fecha de emisión      | Nacional     | Seúl         | Nacional    | Seúl        |
| -------- | --------------------- | ------------ | ------------ | ----------- | ----------- |
| 1        | 4 de enero de 2012    | 10.0 %       | 10.9 %       | 9.1 %       | 10.2 %      |
| 2        | 5 de enero de 2012    | 10.1 %       | 11.2 %       | 10.5 %      | 11.3 %      |
| 3        | 11 de enero de 2012   | 10.7 %       | 12.1 %       | 9.4 %       | 9.9 %       |
| 4        | 12 de enero de 2012   | 10.6 %       | 11.8 %       | 9.8 %       | 10.6 %      |
| 5        | 18 de enero de 2012   | 9.9 %        | 11.4 %       | 9.6 %       | 10.2 %      |
| 6        | 19 de enero de 2012   | 10.3 %       | 10.8 %       | 9.4 %       | 9.2 %       |
| 7        | 25 de enero de 2012   | 8.2 %        | 9.5 %        | 7.1 %       | 8.7 %       |
| 8        | 26 de enero de 2012   | 9.1 %        | 9.9 %        | 8.5 %       | 9.5 %       |
| 9        | 1 de febrero de 2012  | 7.1 %        | 8.2 %        | 7.8 %       | 8.2 %       |
| 10       | 2 de febrero de 2012  | 7.7 %        | 9.9 %        | 7.5 %       | 8.1 %       |
| 11       | 8 de febrero de 2012  | 8.8 %        | 10.0 %       | 7.3 %       | 8.0 %       |
| 12       | 9 de febrero de 2012  | 7.6 %        | 9.1 %        | 6.5 %       | 7.3 %       |
| 13       | 15 de febrero de 2012 | 7.5 %        | 9.9 %        | 6.3 %       | 7.1 %       |
| 14       | 16 de febrero de 2012 | 8.4 %        | 9.4 %        | 6.5 %       | 7.5 %       |
| 15       | 22 de febrero de 2012 | 7.1 %        | 7.6 %        | 5.6 %       | 6.1 %       |
| 16       | 23 de febrero de 2012 | 6.3 %        | 6.6 %        | 5.8 %       | 6.1 %       |
| 17       | 1 de marzo de 2012    | 6.2 %        | 7.2 %        | 5.0 %       | 6.0 %       |
| 18       | 7 de marzo de 2012    | 8.6 %        | 10.5 %       | 7.2 %       | 7.9 %       |
| 19       | 8 de marzo de 2012    | 13.2 %       | 13.9 %       | 11.1 %      | 11.3 %      |
| 20       | 8 de marzo de 2012    | 11.0 %       | 11.8 %       | 8.5 %       | 8.9 %       |
| Promedio | Promedio              | 8.9 %        | 10.1 %       | 7.9 %       | 8.6 %       |

## Emisión internacional
- Birmania: Skynet (7 de junio ~ 9 de julio de 2014).
- Hong Kong: TVB (8 de julio ~ 9 de septiembre de 2012).[8]
- Japón: KNTV (9 de junio ~ 12 de agosto de 2012).[9]
- Taiwán: GTV (20 de agosto ~ 27 de septiembre de 2012).[10]
- Vietnam: THDT.[11]